# Werner Diem
Werner Diem (* 25. Januar 1944 in Pähl) ist Professor der Islamwissenschaft und Semitistik.

## Leben
Werner Diem studierte von 1963 bis 1968 semitische Philologie, Islamwissenschaft und Allgemeine Sprachwissenschaft an der Ludwig-Maximilians-Universität München und promovierte 1968. Für ein Jahr war er Assistent am Seminar für Sprachwissenschaft der Universität München und von 1970 bis 1971 war er Referent am Orientinstitut der Deutschen Morgenländischen Gesellschaft in Beirut. 1971 nahm er an einer Expedition in den Jemen teil.
Von 1971 bis 1976 war er Assistent am Seminar für Semitistik der Universität München, wobei er 1972 habilitierte. 1974 erhielt er einen Ruf an die University of California, Los Angeles, dem er jedoch nicht folgte. 1976 war er Gastdozent an der Universität Kairo und erhielt im selben Jahr den Lehrstuhl für Orientalische Philologie der Universität zu Köln. Seitdem ist er auch Mitglied des Kuratoriums der Max Freiherr von Oppenheim-Stiftung. 1978 war er Gastprofessor an der Universität Ain Shams in Kairo. 1988 organisierte er den XXIV. Deutschen Orientalistentag in Köln.
Seit 1996 war er Fachgutachter der Deutschen Forschungsgemeinschaft für Islamwissenschaft, Semitistik und Turkologie und seit 1998 Vertreter der DMG im Komitee zur Verleihung der Lidzbarski-Medaille.
Seit April 2005 ist er Mitherausgeber der Zeitschrift der Deutschen Morgenländischen Gesellschaft im Bereich der Arabistik und Islamwissenschaft.

## Schriften
- Das Kitab al gim des Abu 'Amr as-Saibani: Ein Beitr. zur arab. Lexikographie. München 1968
- Skizzen jemenitischer Dialekte. Steiner, Wiesbaden 1973
- Hochsprache und Dialekt im Arabischen: Untersuchungen z. heutigen arab. Zweisprachigkeit. Steiner, Wiesbaden 1974, ISBN 3-515-01834-4
- Studien aus Arabistik und Semitistik: Anton Spitaler zum 70. Geburtstag von seinen Schülern überreicht. Harrassowitz, Wiesbaden 1980, ISBN 3-447-02112-8
- Arabische Briefe auf Papyrus und Papier aus der Heidelberger Papyrus-Sammlung. Harrassowitz, Wiesbaden 1991, ISBN  3-447-03119-0
- Corpus papyrorum Raineri Archeducis Austriae. Wien 1993, ISBN 3-85119-252-4
- Herausgegeben mit Hans-Peter Radenberg: A dictionary of the Arabic material of S. D. Goitein's A mediterranean society. Harrassowitz, Wiesbaden  1994, ISBN 3-447-03582-X
- Arabische Geschäftsbriefe des 10. bis 14. Jahrhunderts aus der Österreichischen Nationalbibliothek in Wien. Harrassowitz, Wiesbaden 1995, ISBN 3-447-03480-7
- Arabische Privatbriefe des 9. bis 15. Jahrhunderts aus der Österreichischen Nationalbibliothek in Wien. Harrassowitz, Wiesbaden 1996, ISBN 3-447-03481-5
- Arabische amtliche Briefe des 10. bis 16. Jahrhunderts aus der Österreichischen Nationalbibliothek in Wien. Harrassowitz, Wiesbaden 1996, ISBN 3-447-03481-5
- Arabische Briefe des 7. bis 13. Jahrhunderts aus den Staatlichen Museen Berlin. Harrassowitz, Wiesbaden 1997, ISBN 3-447-03771-7
- Fa-waylun li-l-qasiyati qulubuhum: Studien zum arabischen adjektivischen Satz. Harrassowitz, Wiesbaden 1998, ISBN 3-447-04043-2
- Translokative Verben im Arabischen: eine diachronische Studie. Harrassowitz, Wiesbaden 2002, ISBN 3-447-04648-1
- Ehrendes Kleid und ehrendes Wort: Studien zu tasr¯if in mamlukischer und vormamlukischer Zeit. Harrassowitz, Wiesbaden 2002, ISBN 3-89913-276-9
- Eine arabische Kaufurkunde von 1024 n. Chr. aus Ägypten. Harrassowitz, Wiesbaden 2004, ISBN 3-447-05050-0
- The Living and the Dead in Islam. Studies in Arabic Epitaphs, Volume I: Epitaphs as Texts. Harrassowitz, Wiesbaden 2004, ISBN 3-447-05050-0
- Wurzelrepetition und Wunschsatz. Harrassowitz, Wiesbaden 2005, ISBN 3-447-05267-8
- Hochsprache und Dialekt im Arabischen. Harrassowitz, Wiesbaden 2006, ISBN 3-447-05339-9